# Schloss Schlatt unter Krähen

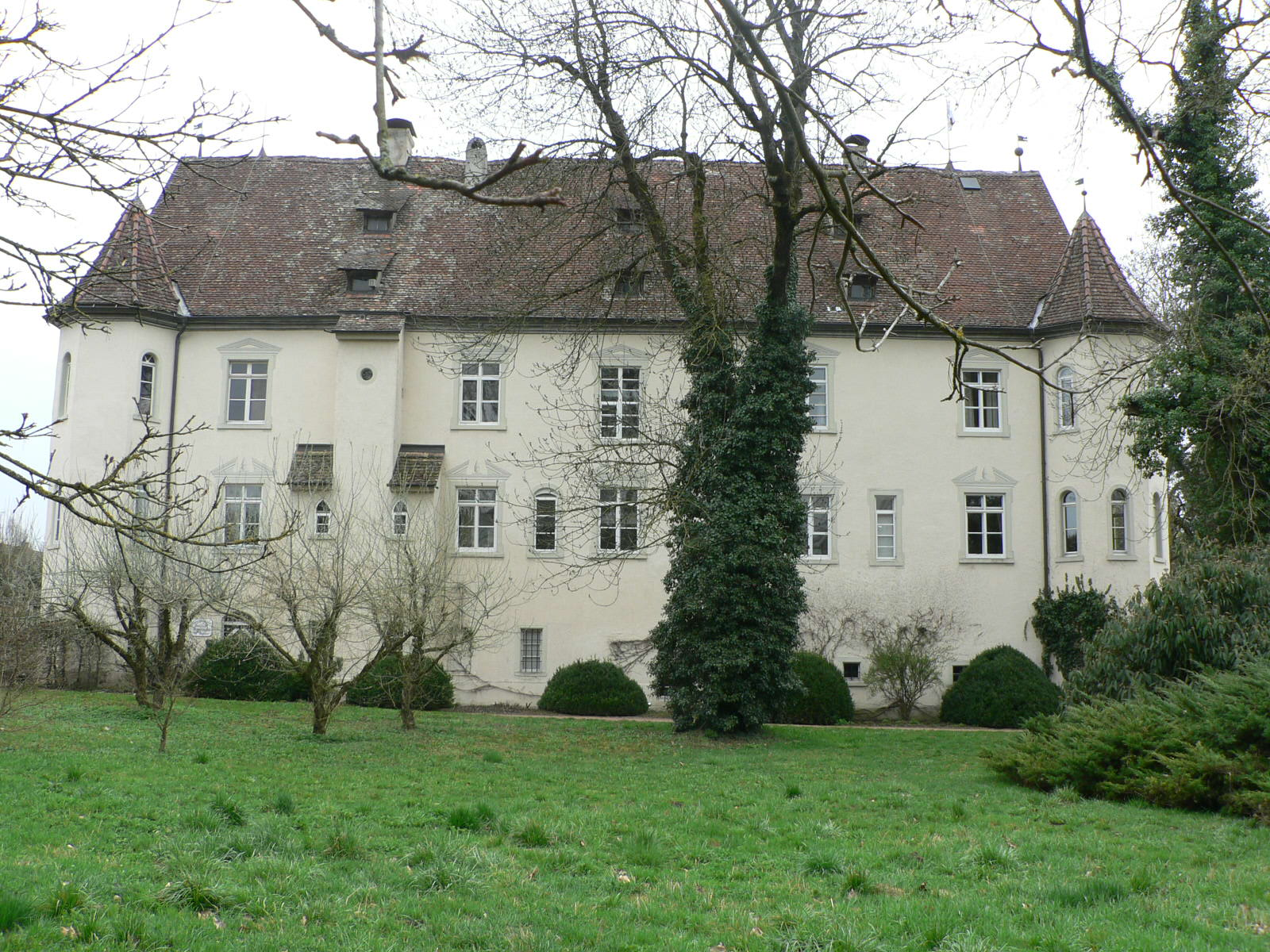
Schloss Schlatt unter Krähen

Das Schloss Schlatt unter Krähen ist ein am westlichen Ortsrand von Schlatt unter Krähen (heute Ortsteil der Stadt Singen (Hohentwiel)), nur unweit des Hohenkrähen gelegenes denkmalgeschütztes Schloss. Es ist von einer ausgedehnten Parkanlage im Stil eines englischen Gartens umgeben. 

## Geschichte
Einer ursprünglich (vor 1539) von Hans Ernst von Reischach errichteten Wohnanlage folgte mit dem Erwerb der Grundherrschaft Schlatt durch Hans Ludwig von Bodman zwischen 1592 und 1598 der Bau eines repräsentativen Landschlosses. Nachfolgende Besitzer waren die Familien von Raitenau (1606–19), Ebinger von der Burg (1619–1785), Lenz von Lenzenfeld (1785–1790) und von Bodman (1790–1816). Ab 1816 war das Schloss wieder im Eigentum der Familie von Reischach, durch Adoption ging deren Erbe an die Grafen Douglas aus der Linie Langenstein über. Derzeitiger Eigentümer ist Robin Graf Douglas von Reischach, Sohn des Patrick Graf Douglas von Reischach (1938–2010).

## Beschreibung

Epitaph: Hans Werner von Reischach († 1623)

Das dreistöckige Herrenhaus trägt ein Satteldach und ist an den Ecken mit oktogonalen Türmen besetzt. An der Ostseite sind Reste einer 1970 freigelegten Fassadenbemalung aus der Renaissancezeit zu sehen. Das Schloss mit den vier Ecktürmen verkörpert einen vom späten 15. bis zum 17. Jahrhundert weit verbreiteten Typus, den so genannten Kastelltypus einer spätmittelalterlichen Burg. In der Eingangshalle im Erdgeschoss des Schlosses befindet sich heute das vom bedeutenden Bildhauer Jörg Zürn um 1610 geschaffene Epitaph des Hans Werner von Reischach. Das Epitaph war ursprünglich in der Reischach-Kapelle der später säkularisierten und in der Folge abgerissenen Klosterkirche von Petershausen (heute Ortsteil von Konstanz) und konnte 1831 von Joseph von Reischach vor der Zerstörung gerettet werden.